# المسیفره
المسیفرة (به عربی: المسیفرة) یک منطقهٔ مسکونی در سوریه است که در استان درعا واقع شده‌است.

## خصوصیات
المسیفرة ۱۰٬۴۶۶ نفر جمعیت دارد و ۵۵۰ متر بالاتر از سطح دریا واقع شده‌است.